# Lonetal (Schonwald)
Koordinaten: 48° 33′ 8,5″ N, 10° 10′ 25,2″ O
Das Gebiet Lonetal ist ein mit Verordnung vom 28. Mai 2019 durch die Körperschaftsforstdirektion Tübingen ausgewiesener Schonwald (Schutzgebiet-Nummer 200414) in Baden-Württemberg.

## Lage
Das Schutzgebiet befindet sich südlich von Bissingen, einem Stadtteil von Herbrechtingen und liegt auf einem Landrücken, der von der Lone gebildet wurde. Er liegt im Staatswald Langenau in der Abteilung 1 des Distrikts 25 „Brand“ und umfasst auf Gemarkung Bernstadt, Gemeinde Bernstadt einen Teil des Flurstücks 1214.
Der Schonwald liegt nahezu vollständig im Landschaftsschutzgebiet Lone- und Hürbetal. Der Felsen Kochstein (Naturdenkmal und Geotop) liegt im Schonwald.

## Vegetation
Die Lonetal-Mehlbeere ist im Schonwald endemisch und kommt im Biotop mit dem Namen Pflanzenstandort Lonetal S Bissingen und der Nr. 274271355561 vor.
Im Schonwald kommen laut Waldbiotopkartierung die folgenden Pflanzen vor:
Berg-Ahorn, Gemeine Schafgarbe, Knoblauchsrauke, Kohl-Lauch, Rispige Graslilie, Gewöhnliche Haselwurz, Echte Betonie, Fieder-Zwenke, Rundblättrige Glockenblume,
Frühlings-Segge, Gemeine Hainbuche, Acker-Hornkraut, Gemeiner Wirbeldost, Roter Hartriegel, Gemeine Hasel, Kartäusernelke, Gewöhnlicher Natternkopf,
Gewöhnlicher Spindelstrauch, Zypressen-Wolfsmilch, Warzen-Wolfsmilch, Echter Schaf-Schwingel, Gewöhnlicher Rot-Schwingel, Wald-Erdbeere,
Gemeiner Hohlzahn, Wiesen-Labkraut, Echtes Labkraut, Gewöhnlicher Flügelginster, Gelbes Sonnenröschen, Echtes Johanniskraut, Acker-Witwenblume,
Pyramiden-Schillergras, Gewöhnlicher Liguster, Rote Heckenkirsche, Hopfenklee, Nickendes Perlgras, Oregano, Gemeine Fichte, Waldkiefer,
Frühlings-Fingerkraut, Schlehdorn, Dunkles Lungenkraut, Stieleiche, Feld-Rose, Hundsrose, Schwarzer Holunder, Kleiner Wiesenknopf,
Aufrechter Ziest, Große Sternmiere, Gewöhnlicher Löwenzahn, Breitblättriger Thymian, Turmkraut, Große Brennnessel, Mehlige Königskerze,
Wolliger Schneeball, Zaun-Wicke, Weiße Schwalbenwurz, Raues Veilchen, Feldahorn, Spitzahorn, Wolfs-Eisenhut, Ähriges Christophskraut,
Moschuskraut, Giersch, Kriechender Günsel, Kohl-Lauch, Aronstab, Mauerraute, Braunstieliger Streifenfarn, Wald-Frauenfarn, Gewöhnliche Berberitze,
Hänge-Birke, Wald-Zwenke, Wald-Trespe, Blauroter Steinsame, Nesselblättrige Glockenblume, Finger-Segge, Blaugrüne Segge, Berg-Segge,
Berg-Flockenblume, Weißes Waldvöglein, Schöllkraut, Maiglöckchen, Zweigriffeliger Weißdorn, Eingriffeliger Weißdorn, Wiesen-Knäuelgras,
Wald-Knäuelgras, Echter Seidelbast, Echter Wurmfarn, Breitblättrige Stendelwurz, Gewöhnlicher Spindelstrauch, Mandelblättrige Wolfsmilch,
Rotbuche, Schwingel, Gemeine Esche, Wald-Gelbstern, Gewöhnliche Goldnessel, Kletten-Labkraut, Waldmeister, Wald-Labkraut, Ruprechtskraut,
Echte Nelkenwurz, Gemeiner Efeu, Leberblümchen, Kleines Springkraut, Wald-Witwenblume, Gefleckte Taubnessel, Purpurrote Taubnessel,
Breitblättriges Laserkraut, Berg-Platterbse, Frühlings-Platterbse, Frühlingsknotenblume, Türkenbund, Ausdauerndes Silberblatt, Holzapfel,
Wiesen-Wachtelweizen, Wald-Bingelkraut, Wald-Flattergras, Kleine Traubenhyazinthe, Mauerlattich, Ährige Teufelskralle, Wald-Rispengras,
Hain-Rispengras, Vielblütige Weißwurz, Echtes Salomonssiegel, Gewöhnliche Douglasie, Purgier-Kreuzdorn, Himbeere, Brombeeren, Wald-Sanikel,
Steinbrech, Weiße Fetthenne, Kalk-Blaugras, Gewöhnliche Goldrute, Echte Mehlbeere, Elsbeere, Wald-Ziest, Straußblütige Wucherblume,
Winter-Linde, Sommerlinde, Echter Baldrian, Schmalblättriger Arznei-Baldrian, Vogel-Wicke, Lonetal-Mehlbeere, Kartäusernelke, Echter Schaf-Schwingel,
Vogelkirsche, Gemeine Schafgarbe, Rauhaarige Gänsekresse, Hügel-Meier, Echte Betonie, Pfirsichblättrige Glockenblume,
Wiesen-Flockenblume, Skabiosen-Flockenblume, Acker-Kratzdistel, Frühlings-Hungerblümchen, Gewöhnlicher Natternkopf, Warzen-Wolfsmilch,
Schaf-Schwingel, Weißes Labkraut, Echter Wiesenhafer, Kleines Habichtskraut, Gewöhnlicher Hufeisenklee, Gemeiner Wacholder, Feld-Hainsimse,
Kamm-Wachtelweizen, Stängelumfassendes Hellerkraut, Steppen-Lieschgras, Kleine Bibernelle, Echte Schlüsselblume, Gewöhnliche Kuhschelle,
Kleiner Klappertopf, Wiesensalbei, Scharfer Mauerpfeffer, Milder Mauerpfeffer, Vogelbeere, Schmalblättriger Arznei-Baldrian, Fuchssches Greiskraut,
Wunder-Veilchen, Feld-Steinquendel, Berg-Lauch, Sparrige Segge, Wald-Segge, Gewöhnliche Waldrebe, Scharbockskraut, Stein-Storchschnabel,
Blutroter Storchschnabel, Gemeiner Rainkohl, Moschus-Malve, Siebenbürgisches Perlgras, Dornige Hauhechel, Zusammengedrücktes Rispengras,
Dach-Hauswurz, Berg-Klee, Bergulme, Feldsalat, Pracht-Königskerze, Großer Ehrenpreis, Wald-Veilchen, Buschwindröschen, Gelbes Windröschen,
Weißliche Hainsimse, Geflecktes Lungenkraut, Gewöhnliches Knäuelgras, Wiesen-Bärenklau, Hohe Schlüsselblume, Gewöhnlicher Schneeball,
Weiße Taubnessel, Gold-Hahnenfuß, Großes Hexenkraut, Wald-Sauerklee, Roter Holunder.

## Schutzzweck
Der Schutzzweck des Schonwalds ist gemäß Schutzgebietsverordnung
- Erhaltung und Entwicklung eines ausgedehnten, artenreichen, naturnahen Waldökosystems mit den darin vorkommenden Biotopen, seltenen Naturwaldgesellschaften, sowie seltenen und schützenswerten Pflanzen und Tieren;
- Erhaltung und Schaffung lichter Waldstrukturen;
- Wiederaufnahme der Hutewaldbewirtschaftung in einem Teil des Schutzgebietes.
- Durch die Beweidung und eine gegebenenfalls erforderliche motormanuelle Begleitpflege soll ein Zuwachsen von Offenlandbereichen und lichten Waldflächen verhindert werden.

## Betreuung
Wissenschaftlich betreut wird der Schonwald durch die Forstliche Versuchs- und Forschungsanstalt Baden-Württemberg (BVA).